# Степанец, Павел Николаевич
Па́вел Никола́евич Степане́ц (укр. Павло Миколайович Степанець; род. 26 мая 1987, Городня, Черниговская область) — российский и украинский футболист, защитник армянского клуба «Арарат» (Ереван).

## Карьера
Начал заниматься футболом в городе Бобровица, затем учился в Республиканском высшем училище физической культуры (Киев), первые тренеры — В. В. Пономарёв и В. Г. Киянченко). В ДЮФЛ Украины в 2000—2002 годах играл за команду РВУФК — 45 матчей (10 голов).
В 16 лет уехал на просмотр в московский ЦСКА и подписал с клубом контракт, полуфиналист Кубка чемпионов Содружества 2007. 2006 год провёл в аренде в клубе первого дивизиона «Спартак» Нижний Новгород. Уход на следующий год в аренду во вторую команду киевского «Динамо» считает ошибкой. Степанцу предлагали принять российское гражданство, но он отказался.
Сезоны 2009—2010 провёл в «Урале». С сезона 2011/12 — в саранской «Мордовии». В Премьер-лиге дебютировал в 1 туре чемпионата 2012/13 в домашнем матче против московского «Локомотива» (2:3). Всего за саранский клуб сыграл 18 матчей в премьер-лиге.
5 июля 2013 года подписал двухлетний контракт с клубом «Уфа», с которым вышел из ФНЛ в премьер-лигу, где провёл 10 матчей. В июне 2015 года перешёл в воронежский «Факел», затем играл за другие клубы ФНЛ — «Балтика», «Тюмень», «Луч».
В начале 2020 года перешёл в ереванский «Арарат».

## Достижения
- Победитель первенства ФНЛ: 2011/12